# Голова уряду Придністровської Молдавської Республіки
Голова уряду Придністровської Молдавської Республіки — посада Голови уряду у Придністровській Молдавській Республіці. Очолює виконавчу владу у країні.
Від часу проголошення незалежності, з 3 вересня до 29 листопада 1990 року існувала окрема посада голови Ради міністрів, виконувачем обов'язків якої був Станіслав Мороз. Однак згодом цю посаду було скасовано. До 2012 року уряд країни очолював її президент. 10 липня 2013 року посаду голови уряду обійняла Тетяна Туранська — перший прем'єр-жінка.

## Список
| Прем'єр-міністри |         |                                  |           |                                    |
| №                | Портрет | Ім'я                             | Народився | Термін                             |
| 1                |         | Степанов Петро Петрович          | 1959      | 18 січня 2012 — 10 липня 2013      |
| 2                |         | Туранська Тетяна Михайлівна      | 1972      | 10 липня 2013 — 13 жовтня 2015     |
| т. в. о.         |         | Парнас Мая Іванівна              | 1974      | 13 жовтня 2015 — 30 листопада 2015 |
| (2)              |         | Туранська Тетяна Михайлівна      | 1972      | 30 листопада 2015 — 2 грудня 2015  |
| т. в. о.         |         | Парнас Мая Іванівна              | 1974      | 2 грудня 2015 — 23 грудня 2015     |
| 3                |         | Прокудін Павло Миколайович       | 1966      | 23 грудня 2015 — 17 грудня 2016    |
| 4                |         | Мартинов Олександр Володимирович | 1981      | 17 грудня 2016 — 30 травня 2022    |
| 5                |         | Розенберг Олександр Миколайович  | 1967      | 30 травня 2022 —                   |